# James Shatya
James Shatya (ur. 3 września 1981) – salomoński zapaśnik walczący w obu stylach. Srebrny i brązowy medalista igrzysk Pacyfiku w 2007 i piąty w 1999 roku.